# Paleoceńsko-eoceńskie maksimum termiczne

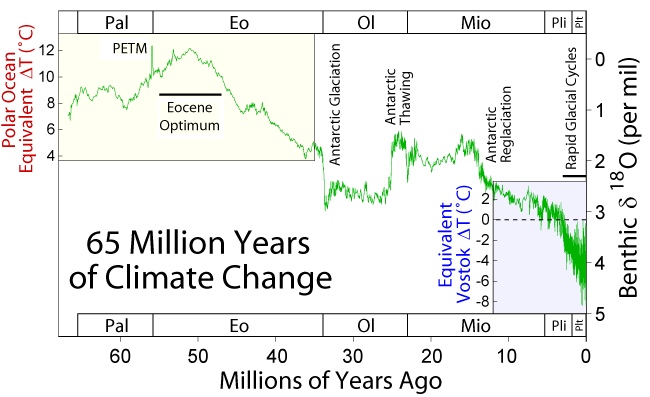
Zmiany klimatu w ciągu ostatnich 65 mln lat. PETM pokazane w lewym górnym rogu. Ze względu na metodykę badań, rzeczywista skala PETM może być zaniżona 2-4 razy.

Paleoceńsko-eoceńskie maksimum termiczne (ang. Paleocene–Eocene Thermal Maximum, PETM) – wydarzenie na granicy epoki paleocenu i eocenu (ok. 55,8 mln lat temu), które odznaczyło się najbardziej znaczącym i gwałtownym zaburzeniem klimatu w erze kenozoicznej. Czasami używana jest też nazwa eoceńskie maksimum termiczne 1 (ETM1), a dawniej używano określenia maksimum termiczne późnego paleocenu (LPTM).
W PETM w ciągu 20 000 lat nastąpił globalny wzrost temperatury o 6 °C, korelujący się ze wzrostem poziomu morza ze względu na ogrzewanie się oceanów. W oceanach wzrosło również stężenie dwutlenku węgla i spadła zawartość tlenu. Wydarzenie utożsamiane jest ze zmianami w atmosferycznej i oceanicznej cyrkulacji, masowym wymieraniem głębokowodnego bentosu i punktem zwrotnym w życiu ssaków lądowych, ze względu na pojawienie się wielu istniejących do dziś rzędów ssaków.
Wzrost temperatury był spowodowany emisją dwutlenku węgla w wyniku aktywności wulkanicznej, co spowodowało wzrost temperatury oceanów co spowodowało emisje metanu z hydratów znajdujących się na dnie oceanów. Dalszy wzrost temperatury powodował długotrwałe pożary. Topnienie wiecznej zmarzliny uwolniło szczątki organiczne dla mikroorganizmów, co było dodatkowym źródłem metanu.